# Skyscanner
A Skyscanner é uma empresa que oferece um serviço on-line de compra de viagens, com sede em Edimburgo, na Escócia e de propriedade do Grupo Trip.com, a maior agência de viagens on-line da China. O site está disponível em mais de 30 idiomas e é usado por 100 milhões de pessoas por mês. A empresa permite que as pessoas pesquisem e reservem viagens e outras opções, incluindo voos, hotéis e aluguel de carros.
Comparado a outros serviços de metabusca de viagens, o site conta com uma parcela maior da geração do milênio entre seus usuários.

## História
A empresa foi formada em 2004 por três profissionais de tecnologia da informação: Gareth Williams, Barry Smith e Bonamy Grimes. Gareth ficou frustrado com as dificuldades de encontrar voos baratos para as estações de esqui, e isso motivou a criação da empresa. Skyscanner foi desenvolvido e lançado em 2002. Em 2003, o primeiro funcionário foi contratado para ajudar no desenvolvimento do site. O escritório de Edimburgo foi aberto em 2004.
Em 2011, o Skyscanner adquiriu o Zoombu. A empresa abriu um escritório em Cingapura em setembro de 2011, que virou sede das operações na Ásia-Pacífico. Em 2012, foi adicionado um escritório em Pequim, pois o Skyscanner iniciou uma parceria com o Baidu, o maior mecanismo de pesquisa da China.
Em 2013, a empresa empregava mais de 180 pessoas. Em fevereiro de 2013, o Skyscanner anunciou planos de abrir uma base nos Estados Unidos em Miami .  Em outubro de 2013, a Sequoia Capital adquiriu uma participação no Skyscanner que avaliava a empresa em US $ 800 milhões. Em junho de 2014, o Skyscanner adquiriu a Youbibi, uma empresa de motores de busca de viagens com sede em Shenzhen, China.
Em outubro de 2014, o Skyscanner adquiriu Distinction, uma empresa de desenvolvimento de aplicativos móveis de Budapeste.
Em fevereiro de 2015, a empresa empregava 600 pessoas, tendo dobrado o número de empregados comparado a 18 meses antes.
Em janeiro de 2016, a empresa levantou US $ 192 milhões de investimento, pois foi avaliada em US$ 1,6 bilhão.
Em novembro de 2016, o Grupo Trip.com (anteriormente Ctrip), a maior empresa de viagens da China, comprou o Skyscanner por US $ 1,75 bilhão. Em 2017, a Ctrip comprou o domínio Trip.com e lançou o site Trip.com. A plataforma original foi renomeada como "Trip by Skyscanner" e tornou-se uma subsidiária do Skyscanner.
Em 2018, o Skyscanner ganhou o prêmio de melhor aplicativo de viagem pela revista de viagens online Tripzilla.
Em setembro de 2019, o Skyscanner apresentou uma renovação global no nome da marca.